# Pupi Avati

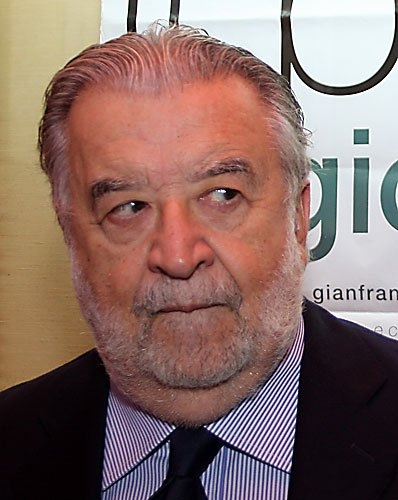
Pupi Avati (2008)

Pupi Avati (Bolonha, 3 de novembro de 1938) é um cineasta e roteirista italiano.

## Filmografia parcial
.
- Balsamus, l'uomo di Satana (1970)
- Thomas e gli indemoniati (1970)

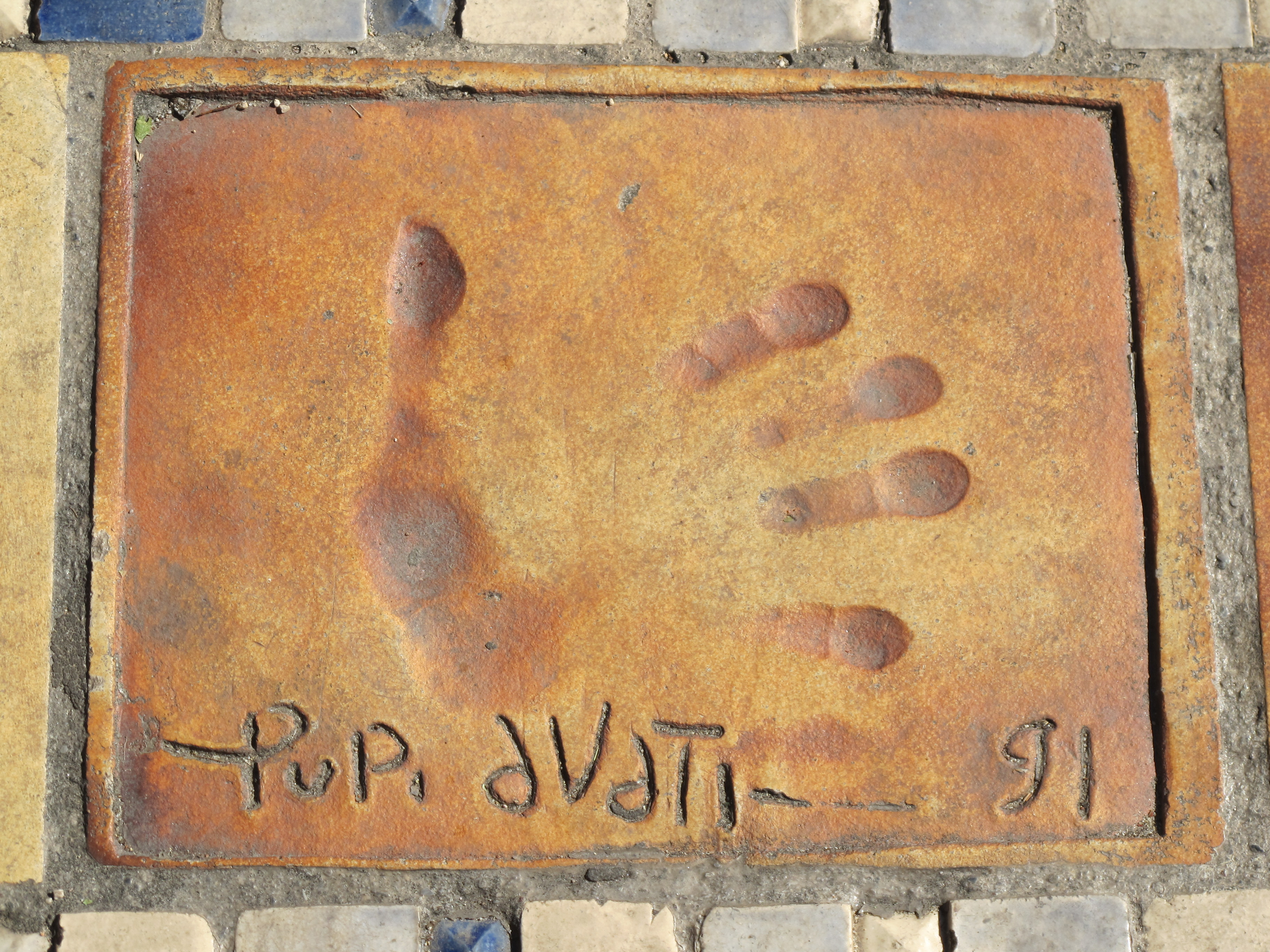
Pupi Avati em Cannes no Walk of Fame da Croisette

- La mazurka del barone, della santa e del fico fiorone (1975)
- Bordella (1976)
- La casa dalle finestre che ridono (1976)
- Tutti defunti... tranne i morti (1977)
- Jazz band (1978) - TV
- Le strelle nel fosso (1979)
- Cinema!!! (1979) -  TV
- Aiutami a sognare (1981)
- Dancing Paradise (1982)
- Zeder (1983)
- Una gita scolastica (1983)
- Noi tre (1984)
- Impiegati (1984)
- Festa di laurea (1985)
- Hamburger Serenade (1986) - TV
- Regalo di Natale (1986)
- Ultimo minuto (1987)
- Sposi (1987) - primeiro episódio
- Storia di ragazzi e di ragazze (1989)
- È proibito ballare (1989) - TV
- Fratelli e sorelle  (1991)
- Bix (1991)
- Magnificat (1993)
- Dichiarazioni d'amore (1994)
- L'amico d'infanzia (1994)
- L'arcano incantatore (1996)
- Festival (1996)
- Il testimone dello sposo (1998)
- La via degli angeli (1999)
- I cavalieri che fecero l'impresa (2001)
- Il cuore altrove (2003)
- La rivincita di Natale (2004)
- Ma quando arrivano le ragazze? (2005)
- La seconda notte di nozze (2005)
- La cena per farli conoscere (2007)
- Il nascondiglio (2007)
- Il papà di Giovanna (2008)
- Gli amici del bar Margherita (2009)
- Il figlio più piccolo (2010)
- Una sconfinata giovinezza (2010)
- Il cuore grande delle ragazze (2011)
- Un matrimonio (2012) TV
- La rotta verso casa (2012)